# ヤアーリバ朝
ヤアーリバ朝（Yaruba/Ya'Aruba/Ya'arubi dynasty）とは、1624年から1720年までの間オマーンを支配した王朝で、イマームの称号を保有する君主によって統治されていた。
ヤアーリバ朝はマスカット沿岸部の城砦を占領していたポルトガル勢力を追放し、統一された国家を創建した。ヤアーリバ朝の支配下のオマーンは農業技術の向上と貿易の拡大が進み、オマーン海洋帝国として主要なタラソクラシーの地位を築き上げた。オマーンの軍隊はモザンビーク以北の東アフリカ沿岸部からポルトガルを放逐し、オマーンによってザンジバル、モンバサなどのスワヒリ海岸の各地に設置された植民都市は長期にわたって存続する。1720年から始まるイマームの地位を巡る内訌によってヤアーリバ朝は崩壊した。

## 歴史

### 背景
オマーンは伝統的に農耕に不適で人口の少ない内陸部と人口の多い沿岸部に分かれている。内陸部には時折小規模の政権が現れたが、支配を内陸部全土に及ぼす強力な政権は現れず、居住する諸部族が互いに争う状態が続いていた。内陸部の部族の間ではスンナ派、シーア派の教えとは大きく離れたイバード派が信仰されている。沿岸部、特にマスカット周辺の北東部の海岸地帯は古くからメソポタミアやペルシアと繋がりを持っていた。
イスラーム時代の初期、内陸部の諸部族は精神世界と世俗の権力を兼ね備えたイマーム（イスラームの宗教指導者）の指導下に入っていた。9世紀に入ってアズド族の支族であるYahmadが勢力を増し、彼らによって内陸部のニザール族の中で最大の勢力を持つバヌー・サマ家のウラマー（イスラーム世界の知識人）からイマームを選出する制度が確立された。やがて権力闘争によってイマームの権威は失われ、1154年に成立したナブハーニ朝の君主が実権を握り、イマームは象徴的な存在へと変化する。イマームの称号は支配層の部族の所有物として扱われるようになり、わずかながら精神世界での権威を有していた。
1507年にマスカットがポルトガルによって占領される。ポルトガルはオマーンの海岸線に沿って徐々に支配を拡大し、北のソハールから南東のスールに至る地域を支配した。1560年、ナブハーニ朝は滅亡を迎える。

### 初期の統治

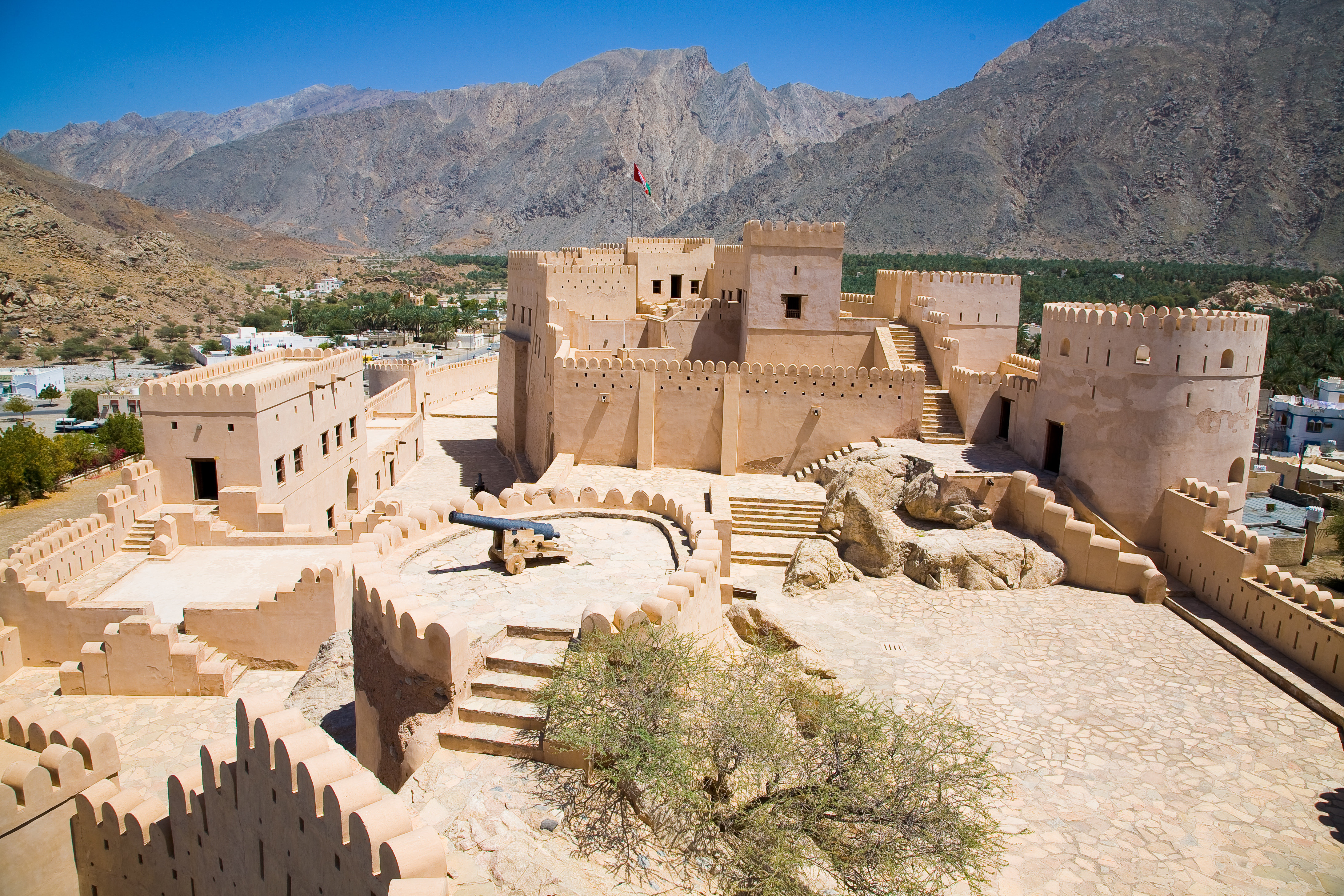
ヤアーリバ朝の城砦として使用されたナハル

ヤアルビー家の祖先はイエメンの出身でガフィリ族に属し、系図をたどると紀元前800年頃の人物であるヤアラブ・ビン・カフタンに行き着く。王朝の創始者であるナーシィル・ビン・ムルシドは1624年にイマームに選出された。ナースィルは過去のイバード派のイマームが首都に定めていたニズワに遷都し、ポルトガル勢力の排除という目標を掲げて部族勢力の統一を達成する。ナースィルは軍隊を編成し、オマーンの主要な都市やルスターク、ナハルといった城砦を占領した。1633年にはジュルファー（現在のラアス・アル＝ハイマ）からポルトガル軍を追放し、1643年にはソハールを奪取する。1646年にはオマーンとイギリス東インド会社の間に通商条約が締結され、ナースィルはマスカットを領有するポルトガルに対してアラブ人の海洋貿易の自由化を要求した。
ナースィル・ビン・ムルシドの後、彼の従兄弟であるスルターン・ビン・サイフがイマーム職を継いだ。スルターンの時代にオマーンからポルトガル勢力を駆逐する目標が達成され、ポルトガルによって占領されていたスール、クラヤート、マスカットの制圧に成功した。1650年のマスカットの占領によってポルトガルはオマーン沿岸部の支配地を全て失い、スルターンはマスカットを拠点としてインド洋に進出した。スルターンと彼の後継者によってオマーンは強力な海洋国家に成長していき、東アフリカに存在したポルトガル領の多くがオマーンの支配下に置かれた。1652年にオマーン軍はポルトガルが領有していたザンジバル諸島への攻撃を行うが、同年にマスカットはポルトガル艦隊の攻撃に晒された。1655年にはオマーンの艦隊はインドにおけるポルトガルの拠点であるボンベイを攻撃し、1660年のオマーン軍のモンバサの攻撃によって、モンバサのポルトガル兵はフォート・ジーザスに追いやられた。東アフリカ沿岸部でのオマーン軍とポルトガル軍の戦闘は、数年にわたって続く。
スルターン・ビン・サイフが没した後、彼の息子であるビララブ・ビン・スルターンがイマームの地位を継承する。イバード派内では伝統的にイマーム職は合議によって選出されていたが、スルターンからビララブにイマーム職が相続されたことで、イマームの世襲制度が確立される。スルターンの治世の大部分は兄弟のサイフ・ビン・スルターンとの抗争に費やされ、1692年にジャブリンでビララブが没した後、サイフがイマームの地位に就いた。

### 全盛期

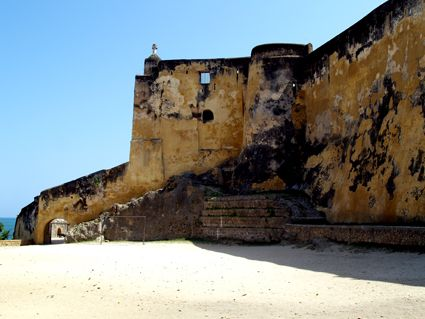
モンバサ島のフォート・ジーザス

即位したサイフはルスタークの城砦を居城に定め、城に塔を増築した。内陸部の多くの場所に水を供給するためのファラジの建設、バーティナ地方でのナツメヤシの植林、内陸部のアラブ人の海岸地帯への移住の推奨が、サイフの実施した農業生産の向上のための政策として挙げられる。ハムラに水を供給するために大規模なファラジが建設され、ワジ・バニ・アウフ沿いで行われた移民や農業活動に補助が与えられた。また、サイフの治世にはオマーンに新たな学校が創設される。
1696年にオマーン軍は再びモンバサを攻撃し、2,500人が篭城するフォート・ジーザスを包囲した。フォート・ジーザス包囲戦は33か月に及び、飢餓や天然痘によって13人に減ったポルトガルの守備隊はオマーン軍に降伏し、オマーンは東アフリカの海岸地帯で支配的な地位を築いた。オマーンの勢力の拡大の一環として、ヤアーリバ朝の時代に初めて実施されたオマーン人のザンジバル島への大規模な移住が含まれる。オマーン軍はインド西部のポルトガルの基地に攻撃を行い、やがてヨーロッパではオマーン人は海賊として知られるようになった。ペルシア湾方面においては、オマーンはペルシアの支配下にあったバーレーン島を奪い、数年の間これを保持した。
1711年10月4日にサイフは没する。遺体はルスターク城の豪華な墓に埋葬されたが、後に墓はワッハーブ派によって破壊された。没時のサイフは莫大な富を有し、28隻の船舶、700人の男性の奴隷、オマーン国内のナツメヤシの3分の1を所有していたと言われている。サイフの跡を継いだ息子のスルターン・ビン・サイフ2世はルスタークから海岸地帯の街道上の都市ハズムに遷都する。現在のハズムは村落となっているが、1710年頃にスルターン2世によって建設された大規模な城砦とスルターン2世自身の墓が姿をとどめている。

### 内戦、イラン軍の侵入
1718年にスルターン2世が没した後、イマーム職を巡る抗争が勃発する。国内は幼年のサイフ・ビン・スルターン2世を支持する派閥とムハンナ・イブン・スルターンを支持する派閥に分裂し、双方の派閥はよりイマームにふさわしい資格を持つ人物を擁立していることを主張した。1719年にムハンナは密かにルスタークに入城し、イマーム職の就任を宣言した。しかし、ムハンナは支持を得られず、翌1720年に従兄弟のヤアラブ・ビン・ビララブによって廃位され、殺害される。ヤアラブはサイフ2世をイマームに擁立し、自身は後見人を称した。1722年にヤアラブはイマームへの就任を宣言するが、サイフ2世の結婚により親類となったビララブ・ビン・ナースィルの反乱を引き起こした。反乱の結果ヤアラブは廃位され、ビララブがサイフ2世の後見人となった。
内戦の中でムハンマド・ビン・ナースィルが権力を掌握し、1724年10月にムハンマドはイマームに選出される。ムハンマドと敵対するハルフ・ビン・ムバーラクは北部の諸部族の間に混乱を引き起こし、1728年にソハールで起きた戦闘によってムハンマドとハルフの双方は落命する。ソハールの守備隊はサイフ2世をイマームとして承認し、サイフ2世はニズワで復位した。しかし、ザーヒラ地方の住民の一部はサイフ2世の即位を認めず、彼の従兄弟であるビララブ・ビン・ヒムヤールをイマームに擁立した。緒戦の後、サイフ2世とビララブは睨み合ったまま、数年間交戦を避けていた。内陸部の大部分を支配するビララブは徐々に優位を確立していき、サイフ2世を支持する勢力はベニ・ヒナ族や同盟を結んでいる少数の部族に限られていたが、海軍とマスカット、バルカ、ソハールといった主要な港湾都市を掌握していた。

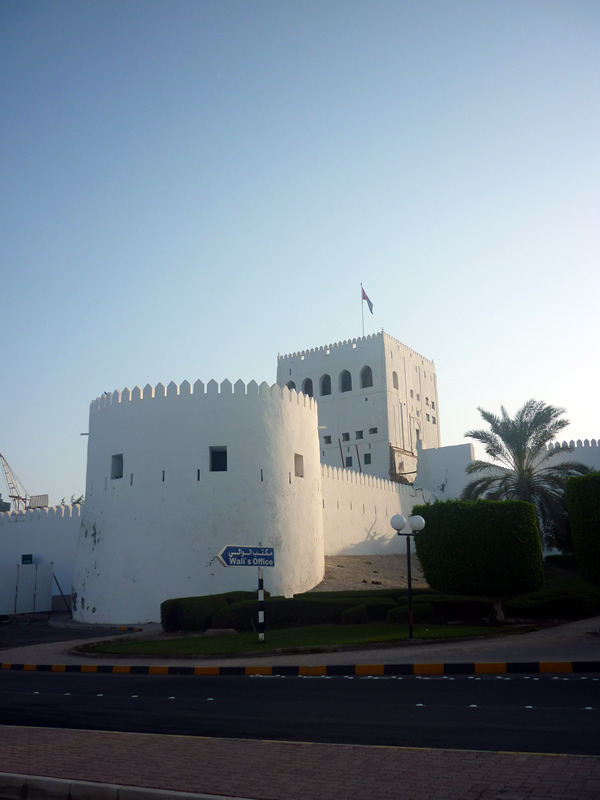
ソハールの城砦

勢力が減退したサイフ2世はアフシャール朝イランの創始者ナーディル・シャーに援助を求め、1737年3月にイランの軍隊がオマーンに到着した。サイフ2世はイラン軍に合流した後ザーヒラ地方に進軍し、ビララブの軍隊を撃破する。内陸部を進軍するイラン軍は進路上の町を占領し、殺戮、略奪、奴隷の拉致を行い、獲得した戦利品はイランに向けて送られた。数年間サイフ2世は支配者の立場を確立したが、放蕩な生活を送っていたため、諸部族の反発を引き起こした。1742年2月にサイフ2世と対立するヤアルビー家の人間はスルターン・ビン・ムルシドをイマームに選出した。ナハルに入城したスルターンはサイフ2世を攻撃し、サイフ2世はソハールの譲渡と引き換えに再びイランに援助を求める。
1742年10月頃、イランの遠征隊はジュルファーに到着する。イラン軍はソハールを包囲し、マスカットに進軍するが、いずれの都市も占領することができなかった。1743年にサイフ2世はイラン軍に欺かれ、マスカットの最後の城砦を占領される。マスカットの陥落に際して、イラン軍が開いた宴会に参加したサイフ2世と同行者たちがワインを飲んで酔いつぶれた時、イラン軍の指揮官はサイフ2世の印章を盗み出してこれを偽造し、マスカットの城砦の指揮官に砦を放棄するように命令した逸話が伝えられている。マスカットの陥落から間もなくサイフ2世は没し、マスカットを占領したイラン軍は再びソハールを攻撃した。1743年の半ばにソハールに篭城したスルターンは致命傷を負い、ビララブが代わりのイマームに選出された。ソハールは9か月にわたる包囲に耐えた後、守将のアフマド・ビン・サイードは交渉によって名誉ある降伏をし、貢納と引き換えにソハールとバルカの統治を認められる。やがてイラン軍の内部では兵士の逃亡が起き、兵士の数は次第に減っていった。1747年にアフマドは残存するイランの守備隊を招いてバルカの城砦で宴会を開き、宴会の場で彼らを虐殺した。
次第にアフマドの政治的影響力は増していき、新たなイマームに選出されたアフマドはブーサイード朝を創始した。アフマドが実権を握った当初、内陸部のいくつかの都市はいまだにヤアーリバ朝や在地の指導者を支持しており、東アフリカの海岸地帯ではザンジバルだけがアフマドをイマームとして承認していた。1749年にビララブが没した時、アフマドはオマーンにおいて比肩する者がいない唯一の支配者となる。1869年にヤアルビー家の最後の砦であるバーティナ地方のフォート・ハヤムがアッザーン2世によって占領されるまで、ヤアルビー家はわずかながらも独立を維持していた。

## 経済
関税、船舶からの通行税の徴収は国家と貿易の関係をより緊密にした。インド亜大陸などの港からは米などの食料品、衣料、鍋や食器といった日用品、薬品、武器が輸入され、オマーンからは馬やデーツ（ナツメヤシの果実）が輸出された。インド、東アフリカ沿岸部、紅海沿岸部、ペルシア湾岸を結ぶ中継交易も行われ、衣料、カーペット、薬品、象牙、奴隷といった商品が扱われていた。ヤアーリバ朝統治下のオマーンで行われていた中継貿易はポルトガルと競合し、ヤアーリバ朝はアラビア近海の船舶への統制を強化していたため、ポルトガルと衝突した。また、オマーンはイエメン人やペルシア人による海上交易を妨害し、ペルシア湾岸、インド洋沿岸、紅海沿岸における海運、海洋貿易の主導権を獲得した。
海洋貿易においては国家の君主であるイマームが主要な役割を果たし、イマームが所有する艦隊は海洋交通の統制、遠洋交易に使用された。

## 歴代君主
1. ナースィル・ビン・ムルシド（在位：1624年 - 1649年）
2. スルターン・ビン・サイフ（在位：1649年 - 1688年）
3. ビララブ・ビン・スルターン（在位：1688年 - 1692年）
4. サイフ・ビン・スルターン（在位：1692年 - 1711年）
5. スルターン・ビン・サイフ2世（在位：1711年 - 1718年）
6. サイフ・ビン・スルターン2世（第一治世、在位：1718年 - 1719年）
7. ムハンナ・ビン・スルターン（在位：1719年 - 1720年）
8. サイフ・ビン・スルターン2世（第二治世、在位：1720年 - 1722年）
9. ヤアラブ・ビン・ビララブ（在位：1722年 - 1723年）
10. サイフ・ビン・スルターン2世（第三治世、在位：1723年 - 1724年）
11. ムハンマド・ビン・ナースィル（在位：1724年 - 1728年）
12. サイフ・ビン・スルターン2世（第四治世、在位：1728年 - 1742年）
13. ビララブ・ビン・ヒムヤール（第一治世、在位：1728年 - 1737年）
14. スルターン・ビン・ムルシド（在位：1742年 - 1743年）
15. ビララブ・ビン・ヒムヤール（第二治世、在位：1743年 - 1749年）

## 翻訳元記事参考文献
- Agius, Dionisius A. (2012-12-06). Seafaring in the Arabian Gulf and Oman: People of the Dhow. Routledge. ISBN 978-1-136-20182-0 2013年11月11日閲覧。
- Beck, Sanderson (2004). “East Africa, Portuguese, and Arabs”. Middle East & Africa to 1875 2013年11月11日閲覧。
- Davies, Charles E. (1997-01-01). The Blood-red Arab Flag: An Investigation Into Qasimi Piracy, 1797-1820. University of Exeter Press. ISBN 978-0-85989-509-5 2013年11月11日閲覧。
- Ibn-Razîk, Salîl (2010-06-03). History of the Imâms and Seyyids of 'Omân: From A.D. 661-1856. Cambridge University Press. ISBN 978-1-108-01138-9 2013年11月14日閲覧。
- JPM Guides (2000-03-01). Gulf States. Hunter Publishing, Inc. ISBN 978-2-88452-099-7 2013年11月11日閲覧。
- Limbert, Mandana (2010-06-07). In the Time of Oil: Piety, Memory, and Social Life in an Omani Town. Stanford University Press. ISBN 978-0-8047-7460-4 2013年11月11日閲覧。
- Miles, Samuel Barrett (1919). The Countries and Tribes of the Persian Gulf. Garnet & Ithaca Press. ISBN 978-1-873938-56-0 2013年11月11日閲覧。
- Ochs, Peter J. (1999-11-01). Maverick Guide to Oman. Pelican Publishing. ISBN 978-1-4556-0865-2 2013年11月11日閲覧。
- “Oman From the Dawn of Islam”. Omannet.   Oman Ministry of Information. 2013年11月11日閲覧。
- Plekhanov, Sergey (2004). A Reformer on the Throne: Sultan Qaboos Bin Said Al Said. Trident Press Ltd. ISBN 978-1-900724-70-8 2013年11月11日閲覧。
- Rabi, Uzi (2011). Emergence of States in a Tribal Society: Oman Under Sa'Id Bin Taymur, 1932-1970. Apollo Books. ISBN 978-1-84519-473-4 2013年11月11日閲覧。
- Siebert, Stefan (2005). Analysis of Arid Agricultural Systems Using Quantitative Image Analysis, Modeling and Geographical Information Systems. kassel university press GmbH. ISBN 978-3-89958-192-8 2013年11月11日閲覧。
- Thomas, Gavin (2011-11-01). The Rough Guide to Oman. Penguin. ISBN 978-1-4053-8935-8 2013年11月11日閲覧。